# Maarkedal
Maarkedal är en kommun i Belgien.   Den ligger i provinsen Östflandern och regionen Flandern, i den västra delen av landet, 50 km väster om huvudstaden Bryssel. Antalet invånare är 6 449. Arean är 47 kvadratkilometer.
Terrängen i Maarkedal är platt.
Omgivningarna runt Maarkedal är en mosaik av jordbruksmark och naturlig växtlighet. Runt Maarkedal är det tätbefolkat, med 308 invånare per kvadratkilometer.